# Unidad periférica de Serres
Serres (antiguamente Serrai; en griego Περιφερειακή Ενότητα Σερρών, Perifereiakí Enótita Serrón) es una unidad periférica de Grecia ubicada en Macedonia Central. La población de la prefectura se estima sobre 200.000 personas. La capital es Serres. Hasta el 1 de enero de 2011 fue una de las 51 prefecturas en que se dividía el país.

## Municipios
Desde 2011 se divide en 7 municipios:
- Anfípolis
- Emmanouil Pappas
- Iraklia
- Nea Zijni
- Serres
- Sintikí
- Visaltía

## Geografía
Las montañas que están en la unidad periférica son:
- Orvelos al norte,
- Menoikio al este,
- Pangaio al sureste,
- Kerdylio al suroeste,
- Vertiskos al oeste.

Los límites de la unidad, administrativamente son Thessaloniki al suroeste, Kilkis al oeste, Macedonia del Norte, Bulgaria al norte, Drama al noreste y Kavala al este. Esta prefectura cubre el 3% de la superficie de Grecia. El 41% de la superficie es cultivable y la mayoría de estas tierras están cerca del río Estrimón.

## Historia
En los tiempos modernos, Serres, como el resto de Macedonia fue un territorio en disputa entre Grecia, Bulgaria y Yugoslavia y el Imperio otomano. Después de la liberación de los turcos por los búlgaros en la primera guerra balcánica, Serres se convirtió en parte de Grecia hasta la segunda guerra balcánica. Durante la División Nacional, Serres fue ocupado por Bulgaria nuevamente solo hasta el final de la guerra. Durante la Segunda Guerra Mundial, Bulgaria ocupó Serres y lanzó una campaña en el territorio. Fue entregado en 1944.